# 井上美樹 (AV女優)
井上 美樹（いのうえ みき、1969年1月22日 - ）は、日本の元AV女優。

## 略歴・人物
1988年にデビュー。
1989年に引退。

## 出演作品

### アダルトビデオ
- 逆ピストン 美樹の姦電体験 （1988年、サムビデオ）
- 欲情のままに （1988年、希宝舎）
- OH! PINK （1988年、KUKI）
- 新・狩人 （1988年、V&Rプランニング）
- じれったい気持ち （1988年6月13日、宇宙企画）
- もれてしまう私 “宇宙”少女 グッチョングッチョン （1988年9月5日、フリービジョン）
- 強制快感 （1988年9月13日、宇宙企画）
- 魅せたがる女 露出 （1988年9月25日、にっかつ）
- ぼくのナイチンガール （1988年10月25日、アリスJAPAN）
- 悩殺ボディ 肉体エキス （1988年、フェニックスビデオ）
- 安部譲二原作 組長シリーズ 第五弾 花電車の女 （1988年、アイビック）…共演:姫野真利亜、金森みゆき
- 禁断 アブノーマル （1988年、ロコ）
- 愛人日記 （1988年、ファイブスター）
- プラネットコラージュ （1988年、ピラミッド社）
- 禁芯・発情果肉 （1988年、ビジュアルジャパン）
- 触ってほしい （1989年3月13日、笠倉出版社）
- ミキの一球入根 （1989年6月15日、サムビデオ）
- 衝撃湿地帯 （1989年、アリーナエンタテインメント）
- アンバランス （1988年、コロナ社）
- セーラー服の濡らし方 （1989年、マドンナ社）…共演:小林かおり、広瀬未希

- どれい妻 （サムビデオ）…共演:高樹陽子、石井香織、加納妖子、斉藤ちあき、沙也加、るか
- 風立ちぬ （KUKI）…共演:舞坂ゆい、小川真実、亜里沙
- 蠍・さそり （クリスタル映像）
- タッチミー （ホップビデオ）
- 狂犯者 （新東宝）
- ゆうべの秘密 （コスモティック）
- 美樹のネバネバTV （ビデオクールミント）
- ヌルリダラリラリパッパ （アダムス）

他

### カセット
- マドンナメイトカセット　井上美樹 寂しい夜の“指あそび”（1989年8月25日、二見書房）

## 書籍

### 写真集
- マドンナメイト写真集 井上美樹 （1989年8月、マドンナ社） - 撮影:米本光穂